# Конрой, Джек
Джек Конрой (англ. Jack Conroy; 5 декабря 1899 — 28 февраля 1990) — американский писатель, известный своими левыми политическими взглядами, много писавший о жизни американских рабочих первой половины XX века. Писал свои произведения в том числе под псевдонимами Тим Бреннан и Джон Норкросс.
Родился в семье ирландских иммигрантов на территории лагеря по добыче угля недалеко от Моберли, штат Миссури. В этом лагере прошли его детство и юность, что впоследствии нашло отражение в ряде его автобиографических произведений. Не завершив получение даже среднего образования, Конрой работал на различных рабочих профессиях: железнодорожником, строителем, автомехаником. С 1931 года начал заниматься журналистикой, на протяжении десяти лет редактируя журналы Rebel Poet, The Anvil и The New Anvil. В 1938 году переехал в Чикаго, в 1965 году вернулся в родной город, где прожил до самой смерти. Помимо литературной работы, занимался редактированием энциклопедий, чтением лекций по фольклору и писательскому мастерству.
Главная тема его художественных произведений — жизнь рабочих в США в 1910-х—1930-х годах, миграции и проблемы чернокожего населения, а также «городской фольклор», собирателем которого он был всю свою жизнь. Наиболее известное его произведение и одновременно первое написанное — роман «Обездоленный» (The Disinherited, 1933). Русский перевод этого романа был осуществлён в 1935 году и принёс писателю большую популярность в СССР, где он первоначально оказался намного более известен, чем у себя на родине.

## Сочинения
- Джек Конрой. Обездоленные. Ларс Лоренс. Старый шут закон. Романы. Библиотека литературы США. Перевод с английского. Предисловие М. Мендельсона. Художник Ю. А. Боярский. Москва. Радуга. 1983г. 736 с.
- Джек Конрой Сделаем все, чтобы парализовать военный заговор, направленный против Советского Китая и СССР. -Литература мировой революции. 1932.№ 4. С. 10.
- The childhood of a miners boy after The Disinherited by Jack Conroy/ Обездоленные. По роману Джека Конроя. Обработка С.А.Крейнес и С.С.Толстого (со словарем и грамматическим комментарием) (на англ. языке). Серия: Легкое чтение. М., Изд-во литературы на иностранных языках, 1945. 22 с.